# Metin2
Metin2 ist ein Massively Multiplayer Online Role-Playing Game (MMORPG), das im Jahr 2005 vom koreanischen Unternehmen Ymir Entertainment Co. Ltd. veröffentlicht wurde. Das deutsche Unternehmen Gameforge vertreibt das Spiel in 19 Ländern (darunter in Deutschland, Großbritannien, Griechenland, Italien, Kanada, Mexiko, Türkei, den USA, Vereinigte Arabische Emirate etc.). Zudem werden Versionen in Brasilien, China, Japan, den Philippinen sowie Singapur von unterschiedlichen Publishern vertrieben. Die deutsche Version von Metin2 bietet derzeit vier Server.
Während im August 2010 noch mehr als 8 Millionen Spieler weltweit aktiv waren, waren es im Juli 2012 nur noch rund 6 Millionen.

## Geschichte
Das Spiel startete im März 2005 in Korea und China und war dort von Anfang an erfolgreich. Am 17. Dezember 2006 erschien es als erste europäische Version in Deutschland, wo es sich zunächst noch in der Betaphase befand und kostenpflichtig war. Im Mai 2007 wurden die monatlichen Gebühren abgeschafft, und das Spiel erschien auch in anderen Sprachversionen. Damals hatte es allein in Europa eine Spielerzahl von über 8.000.000 Spielern. Mehr als fünfmal so viele Accounts sind registriert. Das Spiel finanziert sich seit Abschaffung der regelmäßigen Gebühren im Mai 2007 durch Micropayments.
Ende Januar 2009 machte Metin2 durch eine Strafanzeige der besonderen Art Schlagzeilen: Ein 45-jähriger Benutzer aus Deutschland verlor alle Gegenstände seines Avatars, in den er bereits mehr als 1.000 Euro investiert hat. Er erstattete Anzeige gegen Unbekannt. Die Suche nach dem Übeltäter dürfte sich als schwierig erweisen, da der Diebstahl von virtuellen Gegenständen gesetzlich nicht geregelt ist und da Onlinespiel-interne Kriminalität in Deutschland zuvor noch nicht aufgetreten war. Sollte es sich aber nicht um einen Spielfehler, sondern um Diebstahl und das damit verbundene Hacken des Accounts handeln, so drohen dem Straftäter bis zu zwei Jahre Haft. Sogar auf RTL Aktuell wurde ein Bericht zu diesem Fall ausgestrahlt. Anfang April konnte der Fall aufgeklärt werden: ein Bekannter des Opfers hatte sich unter dessen Kennung angemeldet und die Gegenstände an sich selbst übertragen.
Am 26. August 2009 gab es einen der größten DDoS-Angriffe auf mehrere Server der Gameforge, einem Betreiber des Spiels. Laut Community Manager NRJ soll dabei eine Gruppe aus Rumänien mit massiven Angriffen versucht haben, die Spielserver zum Absturz zu bringen. Der Angriff war erfolgreich, mehrere Sprachversionen (u. a. die britische, dänische, deutsche, französische, niederländische, spanische und türkische Version) waren für mehrere Stunden nicht erreichbar.
Vom 27. November 2012 bis zum 29. November 2012 wurden die zu dieser Zeit 26 existierenden deutschsprachigen Server zu sieben neuen deutschsprachigen Server fusioniert.
Anfang Februar 2013 kündigte der Entwickler Ymir Entertainment bzw. Webzen Games an, im März 2013 den koreanischen Spielbetrieb einzustellen, da man sich in Zukunft nur noch auf die Entwicklung konzentrieren wolle. Im März 2013 wurde zudem bekannt, dass der kanadische Betreiber des Spiels, G4Box, den Betrieb des Spiels einstellen werde. Spieler auf deren Servern werden auf zwei eigens für sie eingerichtete Server beim Publisher Gameforge umgezogen, die eine andere Spielversion als die europäische besitzen.
Am 16. April 2014 wurde ein neuer Server eröffnet, dessen Namen durch einen Spieler als Belohnung festgelegt werden darf.
Am 2. Mai 2018 wurden die ehemaligen sieben deutschen Servern zu zwei neue Server fusioniert. Am 22. Juni 2018 eröffnete der Event-Server Titania.
Am 16. Juni 2019 wurde ein weiterer Event-Server unter dem Namen Rubinum eröffnet. Dieser Server wurde nach einem zuvor von der Gameforge geschlossenen P-Server benannt.

## Handlung
Metin2 spielt in einer fiktiven fernöstlichen Welt, die einst durch ein Kaiserreich geeint war. Erst durch den Einschlag eines Meteoriten, dem Metin-Stein, der die Tier- und Pflanzenwelt wild werden ließ, zerbrach das Reich und spaltete sich in drei Reiche auf – eines im Westen, eines im Osten und eines im Süden. Der Bereich in der Mitte und im Norden des Kontinents ist verwüstet und „neutral“. Der Spieler steigt nun in einem der drei Reiche (Chunjo, Jinno oder Shinsoo) ein, und das Ziel ist es, die wilden Tiere wieder zu besänftigen und den Meteoriten zu zerstören.

## Klassen
Jeder Spieler hat neben seiner Klasse (Krieger, Ninja, Sura oder Schamane) noch eine „Lehre“, also eine Spezialisierung.
- Krieger: Krieger sind die am häufigsten gewählte Charakterklasse, da sie die beste Ausgeglichenheit von Rüstung, Angriffsstärke und Lebenspunkte besitzen.

Mentallehre: Diese Lehre versucht die gegnerischen Angriffe mithilfe einer sehr stark erhöhten Verteidigung zu neutralisieren. Diese Lehre macht zudem starken Fertigkeitsschaden.
Körperlehre: Der Körperkrieger versucht seine Gegner mithilfe seines hohen Angriffswertes möglichst schnell zu besiegen. Dabei nimmt er aber in Kauf, selber erhöhten Schaden zu erhalten.
- Ninja: Der Ninja ist ein professioneller Killer, er arbeitet mit Gift und Angriffen aus der Tarnung. Seine Fertigkeiten sind allesamt offensiver Natur. Mit Pfeil und Bogen richtet er als einzige Klasse zusätzlichen Schaden im Fernkampf an.

Nahkampflehre: Der Nahkampf-Ninja versucht seinen Gegner mithilfe von Nahangriffen und Gift zu besiegen. Um seinen Schaden zu optimieren, kann er Tarnung einsetzen. Damit ist er für andere Spieler nicht zu sehen, bis er angreift.
Fernkampflehre: Der Fernkampf-Ninja bekämpft seine Gegner mit Pfeil und Bogen. Dabei ist aber zu beachten, dass seine Fertigkeiten bei steigender Entfernung erheblich an Schaden einbüßen.
- Sura: Sura sind Magiekämpfer, sie verlassen sich hauptsächlich auf ihre Fertigkeiten. Sie sind die zweit-beliebteste Klasse nach den Kriegern, nicht zuletzt aufgrund der relativ starken Fertigkeiten.

Magielehre: Der Magiesura setzt hauptsächlich auf magische Attacken, und kann durch seinen mysteriösen Schutz höheren Schaden absorbieren. Im 1:1 Kampf gegen andere Spieler (PvP – Player versus Player) ist er extrem stark, hat dafür aber schwächen bei einer großen Zahl von Gegner und ist damit schwierig zu leveln (PvE – Player versus Environment).
Waffenlehre: Der Waffensura kann als eine Mischung beider Kriegerlehren gesehen werden. Zudem kann er im PvP (Player versus Player) den Gegner mithilfe eines Zaubers erheblich schwächen, was ihn zu einer nicht zu unterschätzenden Klasse macht. Im High-End ist der Waffensura ein sehr ausgeglichener Charakter.
- Schamane: Die Schamanen sind eine eher anspruchsvollere Klasse als die anderen, weshalb sie nicht so oft gespielt werden. Da sie etwas schwächere Angriffsfertigkeiten und dafür stärkere Unterstützungsfertigkeiten besitzen, werden sie oft „Buffer“ (Unterstützungszauberer) genannt. Dies bedeutet, dass sie andere Spielcharaktere mit Verstärkungszaubern und Heilzaubern verstärken und selber in der Regel langsamer im Aufstieg sind.

Drachenlehre: Der Drachenschamane kann innerhalb einer Gruppe/Gilde durch seine Verstärkungszauber und/oder durch den Fertigkeitsschaden wertvolle Unterstützungsarbeit leisten. Er ist aber durchaus auch gut alleine Spielbar.
Heillehre: Der Heilschamane kann sich und seine Mitstreiter heilen. Der Heilschamane verfügt über Fernangriffe und kann sich selbst heilen. Dadurch ist er ein gefürchteter Duellgegner. Wie der Magie-Sura hat er dafür Schwächen beim Leveln (PvE – Player versus Environment).
- Lykaner: Die Lykaner sind hünenhafte Wolfswesen, die einst durch einen unheilbaren Virus ihre menschliche Gestalt verloren und zur Bestie mutierten. Ihre ungezügelte Kraft sowie ein ausgeprägter Instinkt machen sie zu hervorragenden Nahkämpfern. Sie scheuen keinen Konflikt und suchen stets den Weg zur Front.

In den europäischen und der amerikanischen Version können mit Ausnahme des Lykaners alle Klassen sowohl als weibliche als auch als männliche Charaktere gespielt werden. In der koreanischen Ursprungsversion können Krieger und Sura nur als männliche, Schamanen und Ninja nur als weibliche Charaktere gespielt werden.

## Reiche
- Shinsoo: Das südliche Reich unter der Führung von Yoon-Yoing widmet sich hauptsächlich dem Handel. Mit dem Westen ist bereits eine rege Handelsstraße eröffnet worden, doch mit dem Osten gibt es immer wieder militärische Zwischenfälle.
- Jinno: Das östlichste Reich wird von Ee-Ryoong regiert, dem letzten leiblichen Nachkommen des Kaisers. Es ist das kriegerischste der drei Reiche und versucht seine Macht nur mit militärischer Stärke auszubauen und mithilfe seiner Armee das Kaiserreich wieder zu einen.
- Chunjo: Das theokratische Reich im Westen wird von spirituellen Führern geleitet. Gegründet wurde das Reich von Yoon-Young, dem Cousin des ehemaligen Kaisers. Das Reich hat immer wieder kriegerische Konflikte mit den anderen Reichen, da es sich frühzeitig vom damals noch existierendem Kaiserreich abgespalten hat und seitdem die Alleinherrschaft anstrebt.

Alle Reiche unterscheiden sich in ihrem geographischen Aufbau, haben jedoch, was Preise, Gegner und Nichtspielercharaktere angeht, keinerlei Unterschiede.

## Grafik und Gameplay
Die Grafik ist recht einfach gehalten, was wiederum geringere Hardware-Anforderungen mit sich zieht und das Spiel daher einem größeren Publikum zugänglich macht. Auch das Gameplay ist, im Gegensatz zu den meisten Online-Rollenspielen, sehr trivial gehalten. Es gibt nur eine sehr geringe Anzahl an Aufgaben (Quests), und diese ähneln meist dem einfachen „Töte diesen und jenen!“. Trotzdem hat das Spiel durchaus Potenzial, da es schnell und effektiv verbessert werden kann und es, dadurch, dass es gratis ist, eine große Community anlockt.

## Medienpräsenz und Auszeichnungen
„Grafisch erinnert das Spiel auf den ersten Blick dank der comicartigen Grafik sehr an World of Warcraft.“

„Metin2 ist Online Rollenspiel Action vom Feinsten. Ein kostenloses MMORPG, das die Langeweile vertreibt.“

„Metin2 ist ein sehenswert gestaltetes Online Multiplayer Rollenspiel, das ohne kostenpflichtiges Abonnement auskommt.“

Zudem hat GIGA TV bereits einen eigenen Bericht über Metin2 ausgestrahlt.
Am Beispiel von Metin 2 zeigte die Süddeutsche Zeitung Bezahlmodelle in Online-Spielen, bei denen Spieler ihre persönlichen Informationen verkaufen, wobei sie für die Preisgabe ihrer Adressdaten in virtuellen Spielwährungen ausgezahlt werden.
Die Serie Akte – Reporter kämpfen für Sie auf Sat.1 kritisierte in einer Ausgabe das Micropayment-System von Online-Spielen am Beispiel von Metin2, das insbesondere bei Jugendlichen zu hohen und unübersichtlichen Rechnungen führen kann. Die ZDF-Sendung WISO kritisierte, dass ohne Einkäufe über eine 900er Nummer das Spiel schnell langweilig werden würde.